# Pia Theissen
Pia Theissen (Colonia, Alemania, 14 de febrero de 1998) es una modelo y reina de belleza alemana, ganadora del certamen Miss Universo Alemania 2024. Representó a Alemania en el certamen Miss Universo 2024 en México.

## Biografía y carrera
Theissen nació el 14 de febrero de 1998 en Colonia, Alemania. Se graduó en la Universidad Landschaftsverband Rheinland de Colonia y también aspira a ser Disc-jockey.
El 28 de abril de 2024, Theissen representó a Colonia en Miss Universo Alemania 2024. Representará a Alemania en el certamen Miss Universo 2024 en México. y compitió contra otros 15 candidatos en el Living Hotel De Medici de Düsseldorf, donde ganó el título y remplazo a Helena Bleicher. Como Miss Universe Alemania, Theissen representó a Alemania en el certamen Miss Universe 2024 en México.